# Aparandammen
Aparandammen (armeniska: Ապարանի ջրամբար: Aparani dzjrambar) är en reservoar i Armenien. Den ligger i provinsen Aragatsotn, i den centrala delen av landet, 40 kilometer norr om huvudstaden Jerevan. Aparandammen ligger 1 818 meter över havet.
Trakten runt Aparandammen består till största delen av jordbruksmark. Runt Aparandammen är det ganska tätbefolkat, med 60 invånare per kvadratkilometer.